# Noah Mills
Noah Mills (ur. 26 kwietnia 1983 w Toronto, Ontario) – kanadyjski model, aktor, scenarzysta i producent filmowy.

## Życiorys

### Wczesne lata
Jest najmłodszym z pięciorga dzieci. Urodził się w Toronto, w prowincji Ontario, w Kanadzie. Wychował się w Baltimore w stanie Maryland, zanim poszedł do szkoły z internatem w Kanadzie i Australii. W 2003, podczas pracy jako model, studiował na uniwersytecie w Vancouverze, w Kolumbii Brytyjskiej.

### Kariera
W 2003, w wieku dwudziestu lat, rozpoczął karierę jako model (188 cm wzrostu) dla wielu firm odzieżowych, szczególnie Wilhelmina Models. W 2004 w Mediolanie i Paryżu reklamował kolekcje ubrań Gucci i Yves’a Saint Laurenta. Na początku 2005 podpisał kontrakt z Dolce & Gabbana. Przez wiele sezonów reklamował wyroby Versace i Michaela Korsa. W 2009 uczestniczył w kampanii reklamowej Anthology Fragrance Dolce & Gabbana z modelkami, Claudią Schiffer, Naomi Campbell i modelem Tysonem Ballou. Był na okładkach „Details”, „GQ” i „Men’s Health”.
W 2010 pojawił się w serialu Seks w wielkim mieście 2 (Sex and the City 2) obok Kim Cattrall, a rok później w sitcomie CBS Dwie spłukane dziewczyny (2 Broke Girls) jako Robbie, przyjaciel Max Black. Wystąpił w teledysku Taylor Swift „We Are Never Ever Getting Back Together” (2012) jako były chłopak.

## Filmografia

### Filmy
- 2010: Najlepszy człowiek (The Best Man) jako Syd
- 2010: Seks w wielkim mieście 2 (Sex and the City 2) jako Nicky Marantino
- 2011: Szczęśliwego Nowego Roku (Happy New Year) jako Looch
- 2012: Candyland jako Sean
- 2013: Wracked jako Jack Smith
- 2014: Mnie (Me) jako Mills
- 2015: A Fisher of Men (film krótkometrażowy) jako rybak

### Seriale TV
- 2011: Dwie spłukane dziewczyny (2 Broke Girls) jako Robbie
- 2012: Dwie spłukane dziewczyny (2 Broke Girls) jako Robbie
- 2017–2018: The Brave jako sierżant Joseph „McG” McGuire
- 2019: PEN15 jako Flymiamibro22
- 2019: Wewnętrzny wróg jako Jason Bragg
- 2020: Piekarz i piękna (The Baker and the Beauty) jako Colin Davis
- 2021: Falcon i Zimowy Żołnierz (The Falcon and the Winter Soldier)